# Krescencija
Krescencija (krescentija; lat. Crescentia), biljni rod iz porodice katalpovki smješten u tribus Crescentieae. Pripada mu 10 vrsta korisnog drveća rasprostranjenog po tropskoj Americi, od južnog Meksika do Kariba i do tropske Južne Amerike Tipična je Crescentia cujete L.. 

## Etimologija
Rod Crescentia je dobio ime po Pietru Crescentiju (1231. - 1321.), talijanskom redovniku i također autoru Knjige o poljoprivredi. Tipična vrsta cujete je narodni brazilski naziv za tikve te biljke, poznatije u literaturi kao kalabaš.

## Vrste
1. Crescentia alata Kunth
2. Crescentia amazonica Ducke
3. Crescentia cujete L.
4. Crescentia linearifolia Miers
5. Crescentia mirabilis Ekman ex Urb.
6. Crescentia portoricensis Britton

## Sinonimi
- Cuiete Mill.; Gard. Dict. Abridg. Ed. 4 (1754)
- Daubentona Buc´hoz; Herb. Col. Amer. t. 20 (1783)
- Pteromischus Pichon; Bull. Soc. Bot. France 92: 227 (1946)